# Lišnja
Lišnja (cyr. Лишња) – wieś w Bośni i Hercegowinie, w Republice Serbskiej, w gminie Prnjavor. W 2013 roku liczyła 891 mieszkańców.